# Thérèse la Vive
Pour les articles homonymes, voir La vispa Teresa.
Pour plus de détails, voir Fiche technique et Distribution.
Thérèse la Vive (La vispa Teresa) est un court métrage en noir et blanc réalisé par Roberto Rossellini et sorti en 1939.
Il fait partie d'une série de courts métrages produits par Scalera Film après le succès du premier court métrage auto-produit de Rossellini, Fantaisie sous-marine, qui devaient en reprendre le modèle : raconter une histoire dont les personnages sont des animaux en partant d'éléments documentaires.
Cette histoire part de la célèbre comptine de Luigi Sailer (it) : « Alacris Theresia in herbis venustum dum volat deprehenderat papilionem… » (« La vive Thérèse avait au milieu des herbes surpris en vol un papillon »).

## Synopsis
Les personnages sont les petits insectes qui peuplent un pré, ainsi qu'une enfant, Adriana Pozzi. La petite fille capture un gentil papillon ; ses amis insectes s'unissent contre elle pour le libérer.

## Fiche technique
- Titre français : Thérèse la Vive[3]
- Titre : La vispa Teresa
- Réalisation : Roberto Rossellini
- Scénario : Roberto Rossellini
- Directeur de la photographie : Mario Bava
- Distribution : Scalera Film
- Musique : Simone Cuccio
- Durée : 7 min
- Donnée technique : Noir et blanc
- Genre: Film d'animation
- Pays de production :  Royaume d'Italie
- Année : 1939